# Цвилликон
Цвилликон (нем. Zwillikon) — населённый пункт в Швейцарии, в кантоне Цюрих.
Входит в состав округа Аффольтерн. Находится в составе коммуны Аффольтерн-на-Альбисе. Население составляет 504 человека (на 2003 год).

## История
Название Zwillikon впервые известно по записи о смене владельца от ноября 1269 года (рыцарь Куно фон Фильмерген продал некие товары игуменье монастыря Фрауэнталь за четыре марки серебра). Около 1300 года была построена часовня от церкви Унтерлункхофена. В 1693 была основана школа — учитель Гуртер преподавал примерно 40 ученикам в собственном доме. В 1695 году в Цвилликоне (с Лоо/Ференбахом) было 100 жителей. В 1827 году Йоханнес Стокер поставил водяную мельницу на Йоненбахе; в 1865 Генрих Бер открыл в здании бывшей мельницы Лоо прядильную фабрику, в 1875 заменённую Якобом Андреасом Бидерманном хлопчатобумажной мануфактурой (10 000 шпинделей). В 1902 году появилось уличное освещение — 17 керосиновых фонарей. В Цвилликоне были пекарь, мясник, магазин и два ресторана.

## Часовня

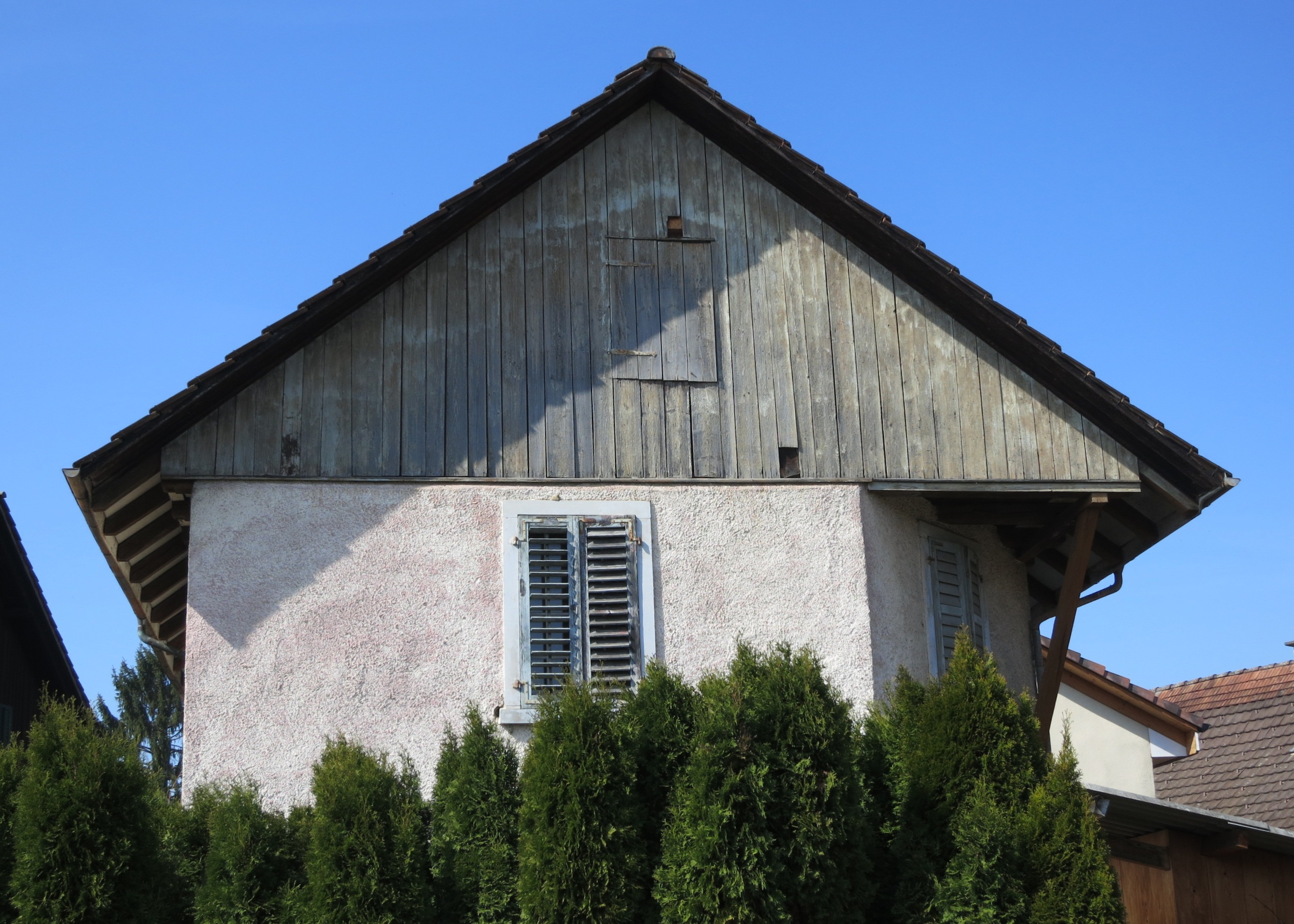
Часовня Цвилликона

Старая часовня, построенная около 1300 — достопримечательность Цвилликона, одно из двух сохранившихся в Аффольтерне-на-Альбисе каменных средневековых зданий. Её запечатлел на рисунках Иоганн Рудольф Ран. Её готические арочные окна замурованы.

## Инфраструктура
Сейчас в Цвилликоне есть ресторан «Кафе 66», несколько автобусных остановок и магазин Volg.